# Шейх
Шейх (на арабски: شيخ - старец, старейшина), в женски род шейха (شيخة‎), е почетно звание в исляма, обикновено за владетели, религиозни дейци, също за членове и членки на монархически семейства, рядко за висши служители.

## Общо значение
Думата е производна от глагол, означаващ стареене, към което се подразбира и помъдряване. Званието носи най-общо значение на възрастен (и мъдър) човек, оттам старейшина (вожд) на племе – използвано особено за арабските бедуински племена на Арабския полуостров (родината на арабите), разширено означава лидер, включително религиозен и политически (емир). Впоследствие, с влиянието на исляма, се разпространява като почетно звание за религиозен лидер и в страни извън Арабския свят – в Азия и Африка.

## Значение в суфизма
В ислямското течение суфизъм думата се използва като термин за „уали“ (светец), основател на тарика (орден), водеща към пророка Мохамед, а впоследствие и изобщо като почетно звание към светец. Типичен пример е шейх Абдул Кадир Джилани (1077 – 1166), основател на ордена Кадирия.

## Регионални значения
На Арабския полуостров званието се използва, в допълнение към употребата за старейшините (които са и религиозни лидери) на някогашните арабски племена, също за благородници (крале, принцове и принцеси), фактически почти за всички членове на монархическите семейства.
По време на халифата на Алмохадите в северна Африка (ХІІІ век) халифът е съветван от шейхове, представляващи всички племена и народности, които отговарят и за мобилизиране на войски от своите райони.
По време на османското владичество в Ливан думата се употребява от ХV век за емири, назначени от централната власт за събиране на данъци, включително християни-маронити.
В мюсюлманските части на Африканския рог думата се използва като почетно звание. Специално в Сомалия е резервирана за старши мюсюлмански лидери и духовници..
В съседния Иран е запазено общото значение на възрастен и мъдър човек, но се ползва и като почетно звание за видни учени.

## Употреба за жени
В миналото за учените жени е използван терминът в женски род „шейха“, например за Фахр ун-Ниса Шухда (п. 1112) и Фатима ал-Фудайлия (п. 1831).
Званието се употребява за майки, съпруги и дъщери на шейхове, а понастоящем – за членките на управляващите семейства в арабските страни от Арабския залив.